# Пеетер Сімм
Пеетер Сімм  (ест. Peeter Simm, нар. 24 лютого 1953, Ківіилі) — радянський та естонський кінорежисер. 

## Життєпис
Закінчив на відмінно ВДІК в 1976 році за спеціальністю кіно- и телережисер, учень професора Столпера Олександра Борисовича. З 1977 року працював на Таллінфільмі. 
З 90-х Років — вільний режисер документальних фільмів. Найбільше визнання в українського глядача йому приніс художній фільм «Георг» (2007) (фільм про Георга Отса). Фільм «Що посієш...», «Людина, якої не було», «Арабелла», «Американські гірки» та ін. відзначені багатьма преміями на міжнародних кінофестивалях . Нагороджений Орденом Білої Зірки (2001).

## Фільмографія
Ролі в кіно:
- 1979 — Голубий карбункул
- 1980 — Що посієш...
- 1982 — Шлягер цього літа
- 1982 — Чорний дах

Режисер-постановник:
- 1978 — Стерео (короткометражний)
- 1978 — Тату
- 1978 — Ворожіння на ромашці
- 1980 — Що посієш...
- 1982 — Арабелла — дочка пірата
- 1985 — Знедолені
- 1987 — Танці навколо парового котла
- 1989 — Людина, якої не було
- 1994 — Американські гірки (Угорщина, Франція, Естонія)
- 2001 — Хороші руки (Латвія, Естонія)
- 2005 — Дістало! (Естонія, Німеччина)
- 2007 — Георг (Росія, Естонія, Фінляндія)
- 2011 — Самотній острів (Білорусь)

Сценарист:
- 1978 — Стерео (короткометражний)
- 1982 — Арабелла — дочка пірата
- 1994 — Американські гірки (Угорщина, Франція, Естонія)
- 2001 — Хороші руки (Латвія, Естонія)
- 2011 — Самотній острів (Білорусь)